# Подих (п'єса)
«Подих» (англ. Breath) — винятково коротка п'єса ірландського письменника Семюеля Бекетта. Дещо змінена її версія була включена у ревю Кеннета Тинана «О, Калькутта!» (Oh! Calcutta!), у театрі «Едем» у Нью-Йорку 16 червня 1969 року. Прем'єра у Великій Британії відбулася у Close Theatre Club в Глазго у жовтні 1969-го; це була перша постановка точно згідно з написаним текстом. Друга постановка, англійська прем'єра, відбулася в Oxford Playhouse 8 березня 1970 року. Уперше точно опублікована у Gambit 4.16 (1969): 5-9, разом із факсиміле рукопису.

## Синопсис
Пізні п'єси Бекетта часто дуже короткі, однак «Подих» незвичайно небагатослівна робота навіть для нього. З детальних інструкцій Бекетта до сценарію п'єси її тривалість можна визначити як приблизно 25 секунд. Вона складається зі звуку «записаного крику новонародженого», за яким іде підсилений запис чийогось вдихання і видихання, які супроводжуються яскравішанням і згасанням світла. Далі чути ідентичний другий крик, і п'єса закінчується. На сцені немає людей, але Бекетт стверджує, що вона має бути «закидана різноманітним мотлохом». Він вказує також, що не має бути «жодних вертикалей», сміття повинно «бути розкидане і лежати».

## Історія
«Тинан попросив [Бекетта] … написати короткий скетч для еротичного ревю, і Бекетт погодився, коли почув, що мають взяти участь Една О'Браєн, Жуль Фейфер, Леонард Мелфі, Джон Леннон і сам Тинан. Усі автори мають бути вказані в програмі анонімно, щоб нікого з них не можна було ідентифікувати з написаним ним».
Текст п'єси Бекетт надіслав Тинану на листівці. У першій постановці її було адаптовано до дещо ризикової природи ревю додаванням до мотлоху оголених тіл, що мало б означати, що робота присвячена статевому акту. «В одному зі небагатьох своїх публічних проявів гніву Бекетт назвав Тинана „брехуном“ і „нечесним“, вимагаючи від Тинана надіслати через юристів формальну заяву, що він не несе відповідальності за заміну, яка сталася, з його слів, з вини інших … Бекетт вирішив, що інцидент не вартий суперечки, й облишив його».